# 익산 국가대표 야구훈련장
익산 국가대표 야구 훈련장(Iksan Korea national baseball team Training Stadium)은 전북특별자치도 익산시 팔봉동에 있는 야구장이다. 2011년부터 대한민국 야구 국가대표팀 훈련장으로도 쓰이고 있으며 kt 위즈의 임시 2군 홈 구장 및 구단 전용 훈련장이기도 하다.
인조잔디로 구성된 주 경기장과 흙으로 구성된 보조경기장으로 시설이 구성되어 있다.
주 경기장에 정규 규격 대형 전광판이 설치되어 있으며 라이트 시설이 설치되어 야간 경기와 야간 훈련을 할 수 있다.
2016년도부터 kt 위즈가 3년 동안 2군 경기장으로 사용할 예정이다.
2018년 kt 위즈 측의 투자로 덕아웃, 식당, 샤워실 등 익산 야구장의 시설을 대대적으로 개선하였다.
2019년부터 2023년 시즌까지 익산 국가대표 야구훈련장에 대한 kt 위즈의 2군 경기장 사용 계약을 완료했다.
2019년 익산시의 지원으로 주경기장 그라운드 내 우익수 측 잔디의 지반이 푹 꺼져있었던 부분을 정비했고, 기존 흙바닥이던 보조구장에 인조잔디를 설치했다.
2020년 익산시는 총 39억원을 투입해 부지면적 2100m2, 연면적 2000m2 규모의 실내야구연습장을 구축하기로 결정했다. 또한 kt 위즈 측의 투자로 야구장 부근의 부지에 선수 숙소용 생활관을 새롭게 신축하기로 했다.
2021년 6월 22일 실내연습장 및 야구회관(생활관)의 준공식을 개최했다.